# Markus Fothen
Markus Fothen, född 9 september 1981 i Kaarst, är en tysk professionell tävlingscyklist som tävlar för Team NSP.

## Karriär
Markus Fothen blev vinnare i tempoloppet i U23-världsmästerskapen i Hamilton i Kanada 2003. Han klarade av den 30,8 kilometer långa banan på 38.35,29, vilket betydde att han slog sin närmaste rival, Niels Scheuneman, med 18,99 sekunder. 2003 års världsmästare skrev strax därpå ett kontrakt med det tyska division 1-stallet, numera ProTour, Gerolsteiner. Han blev även kontaktad av T-Mobile Team men tackade nej till kontraktet eftersom stallet brydde sig mest om sina stora cyklister Jan Ullrich och Erik Zabel vid tillfället. 
Under 13 dagar höll Markus Fothen den vita ledartröjan som bästa cyklist under 25 år på Tour de France 2006. Han tappade den på den 17:e etappen då Damiano Cunego tog över. Fothen slutade Tour de France det året 38 sekunder efter Cunego.
Fothen vann LUK Challenge Chrono Bühl, ett tempolopp som han cyklade med kollegan Sebastian Lang, under säsongen 2006. Han vann också den första etappen på Romandiet runt 2007.
Under säsongen 2008 vann Fothen den femte etappen av Schweiz runt med 45 sekunder före bland annat Sergej Ivanov och den schweiziske cyklisten Markus Zberg. I augusti vann han etapp 5 av Rothaus Regio-Tour International med två sekunder före Luca Paolini och Björn Schröder. Efter segern stod det klart att Fothen slutade tvåa i tävlingen efter Schröder.
När huvudsponsorn mineralvattentillverkaren Gerolsteiner Brunnen valde att sluta sponsra stallet efter säsongen 2008 fick cyklisterna i stallet börja leta efter en ny arbetsgivare, då det inte var säkert att stallet skulle kunna fortsätta. Markus Fothen blev kontrakterad av Team Milram från och med säsongen 2009.

## Privatliv
Markus Fothen är äldre bror till stallkamraten Thomas Fothen.

## Meriter
2003
Europamästerskapen i U23-klassen – tempolopp
U23-världsmästerskapen – tempolopp
Nationsmästerskapen i U23-klassen – tempolopp
Hill Climb Championship
2:a, Rund um den Henninger Turm, U23
3:a, etapp 1, Thüringen-Rundfahrt, U23
2004
GP Schwarzwald
2:a, etapp 2, Regio Tour International
3:a, LuK Challenge Chrono, tempolopp (med Sebastian Lang)
2005
Eindhovens lagtempo (Gerolsteiner)
2:a, LuK Challenge Chrono, tempolopp (med Sebastian Lang)
2:a, Einhausen-Entega GP
2:a, Circuit Cycliste de la Sarthe
2:a, etapp 4, Circuit Cycliste de la Sarthe
3:a, bergstävlingen, Tyskland runt
3:a, etapp 2b, Circuit Cycliste de la Sarthe
12:a, Giro d'Italia 2005
2006
LuK Challenge Chrono, tempolopp (med Sebastian Lang)
2:a, ungdomstävling, Tour de France 2006
2:a, etapp 4, Regio Tour International
15:e, Tour de France
2007
Etapp 1, Romandiet runt
2:a, etapp 17, Tour de France 2007
3:a, poängtävling, Romandiet runt
2008
1:a, etapp 5, Schweiz runt
1:a, etapp 5, Rothaus Regio-Tour International
4:a, etapp 3, Giro d'Italia 2008

## Stall
- Gerolsteiner 2004–2008
- Team Milram 2009–2010
- Team NSP 2011–